# Purbeck
Purbeck (Purbeck District) é um distrito de administração local situado em Dorset, Inglaterra. O nome do distrito tem origem na Isle of Purbeck, uma península que forma uma grande parte da área do distrito. No entanto, o distrito estende-se mais para norte e oeste passando a tradicional fronteira da Ilha de Purbeck ao longo do rio Frome. O conselho de Purbeck tem a sua sede na cidade de Wareham, situada a norte do rio Frome.
O distrito foi criado em 1 de Abril de 1974, sob a Lei do Governo Local de 1972, pela fusão do antigo borough municipal de Wareham, com o distrito urbano de e do Distrito Rural de Wareham and Purbeck.

## Localidades
Localidades com mais de 2500 habitantes em negrito.
- Affpuddle, Arne
- Bere Regis, Bloxworth
- Chaldon Herring, Church Knowle, Coombe Keynes, Corfe Castle
- East Lulworth, East Stoke
- Harman's Cross
- Kingston, Kimmeridge
- Langton Matravers, Lytchett Matravers, Lytchett Minster
- Morden, Moreton
- Ridge
- Steeple, Stoborough, Stoborough Green, Studland, Swanage
- Turners Puddle
- Wareham, West Lulworth, Winfrith Newburgh, Wool, Worgret, Worth Matravers
- Upton Lytchett Minster and Upton